# 세라 사원

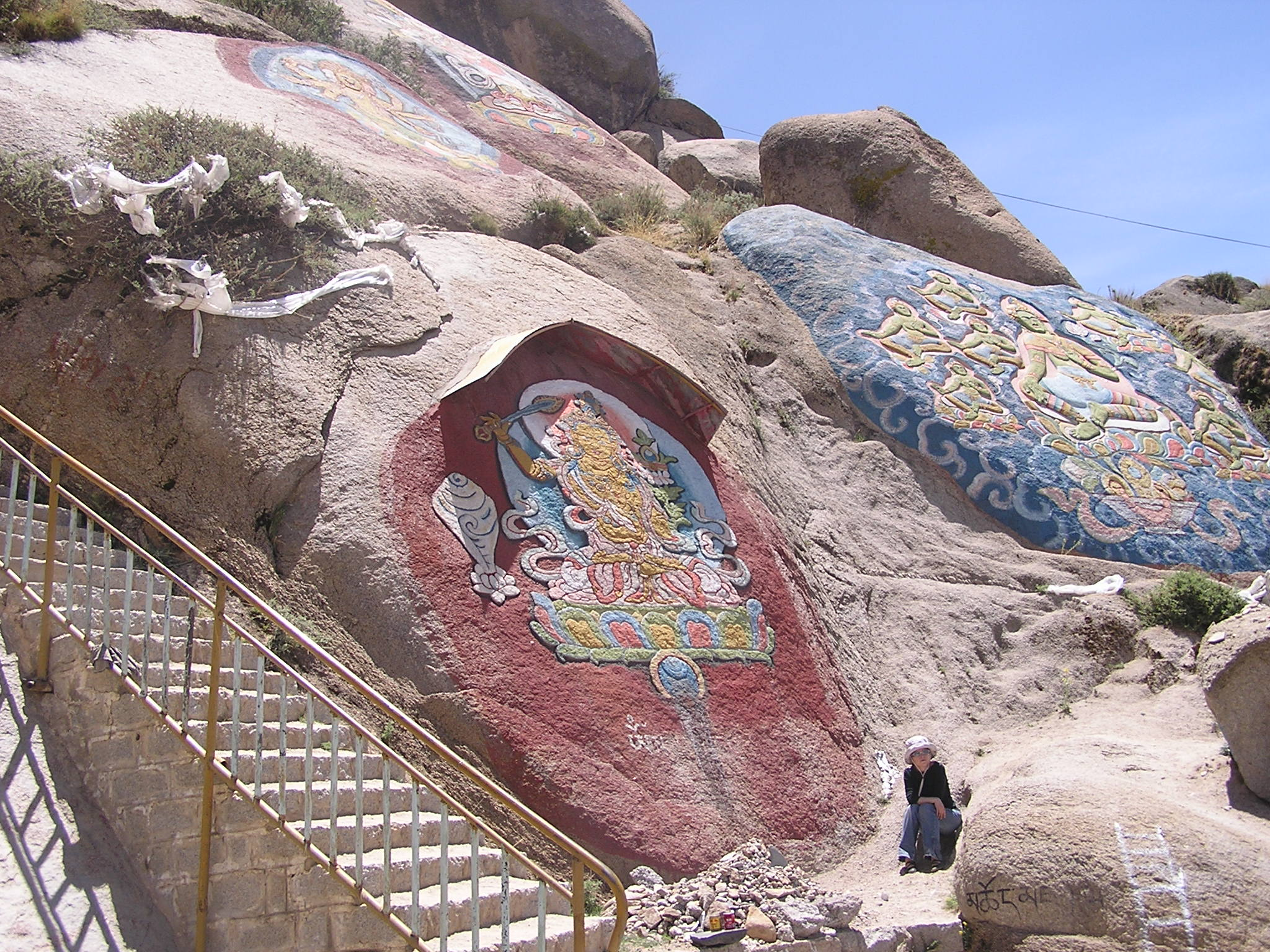
세라 사원

세라 사원(티베트어: སེ་ར, 중국어: 色拉寺)은 라싸 북부에 있는 거루파(Gelug) 육대 사원 중의 하나이자 간덴 사원, 드레펑 사원과 함께 라싸 3대 사원의 하나이기도 하다.

## 개요
원래의 세라 사원은 라싸의 조캉 사원에서 북쪽으로 5 km 떨어진 곳에 있었다. 1959년 중국의 티베트 침공으로 인도의 빌라쿠페에 재건되었다. 원래의 세라 사원은 수행을 위한 사원으로 지속되고 있다.
1419년에 총카파(Je Tsongkhapa)의 승려였던 참첸 츄 제이(사카 이시)에 의해 창건되었다.
간덴 사원이나 드레펑 사원과 마찬가지로 여러 개의 경당을 가지고 있었고, 1419년에 세워진 세라 메 드라창은 몽골 등의 승려들에게 기본 교리를 가르치는 곳이었다. 1559년에 세워진 응악파 드라창은 거루파 교리를 가르치는 경당이었다.
1959년 세라 사원에는 5,000명 이상의 승려가 거주를 하였다. 비록 중국의 침공과 문화대혁명으로 인해 심하게 훼손되기는 했지만, 지금은 많은 부분이 수리되었다. 2008년에는 550명의 승려들이 살고 있었지만, 2008년 티베트 소요 사태 이후로는 소수만이 남아있다.
1982년에 중국 정부는 이 사원을 전국중점문물보호단위로 지정하였다.

수도원 세라에서 토론 승려
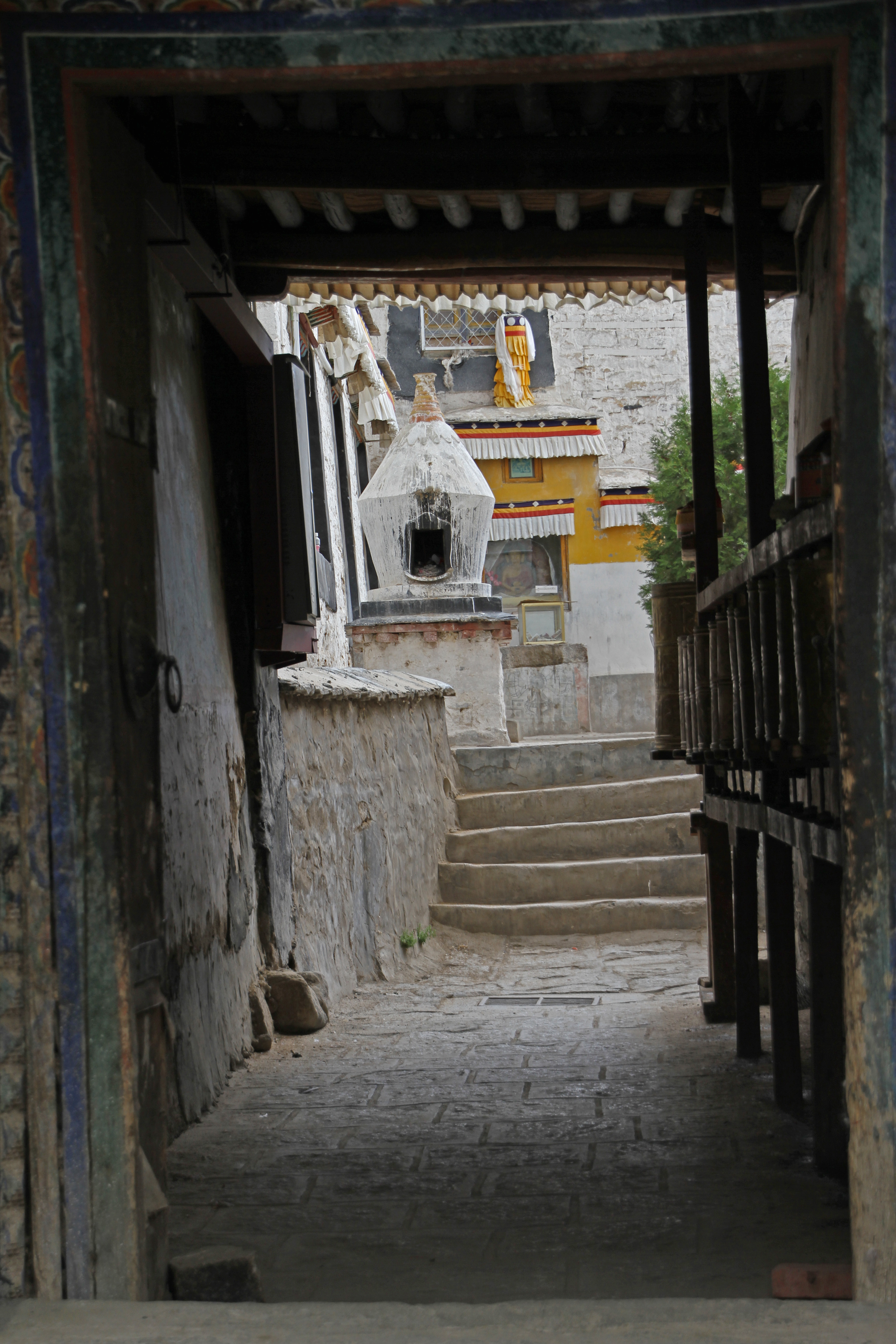
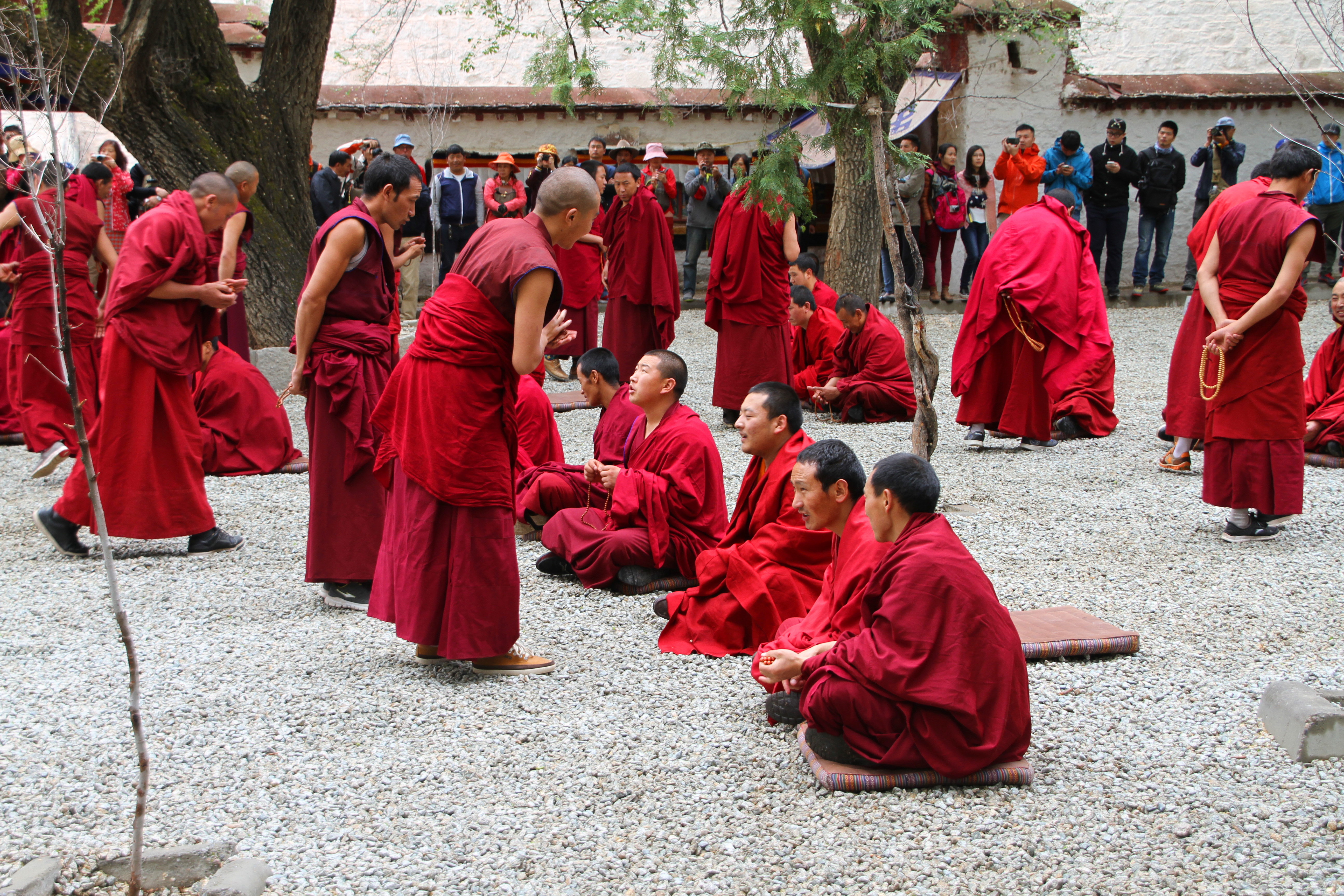
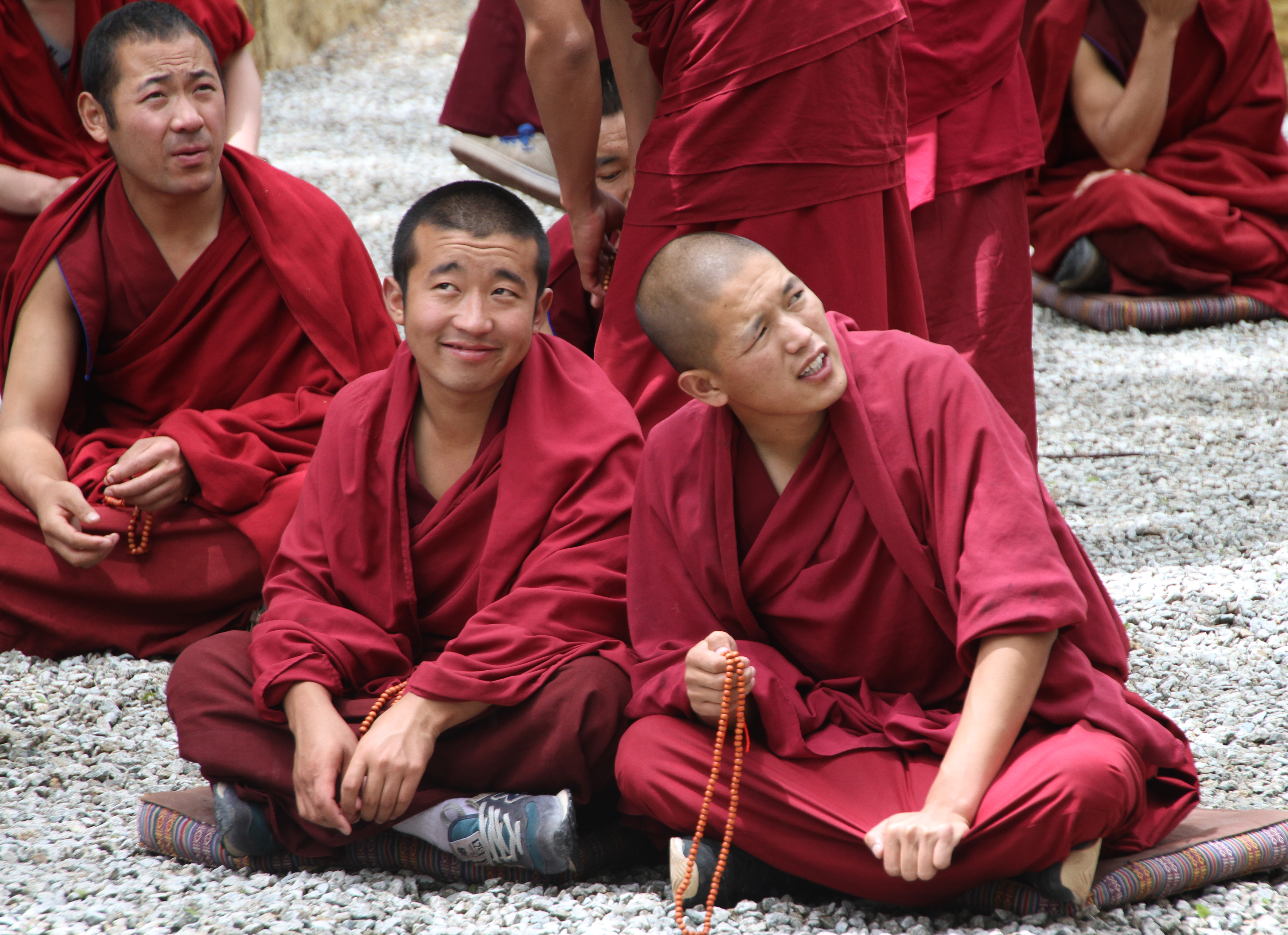
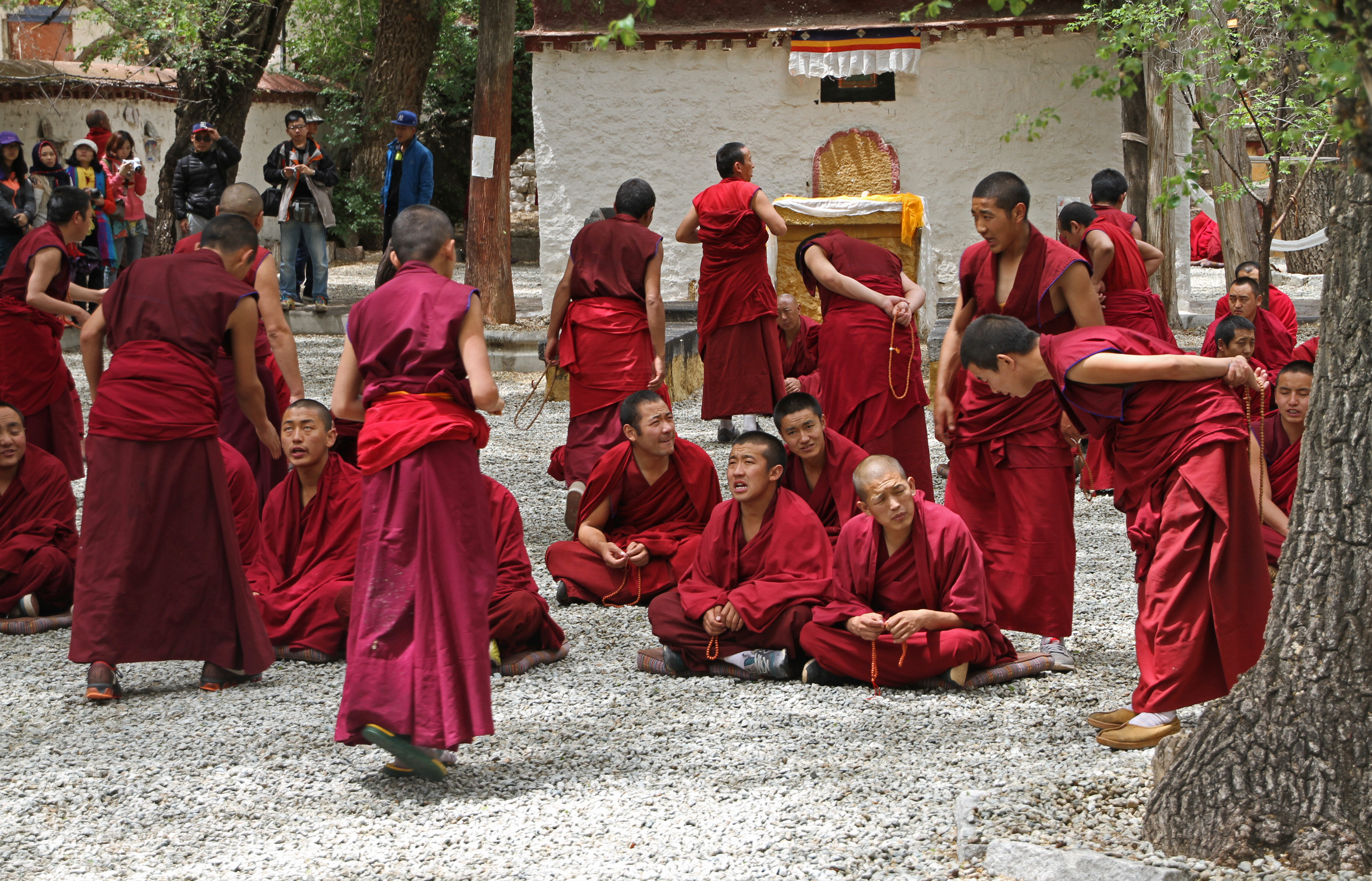

## 같이 보기
- 간덴 사원
- 드레펑 사원